# Національний театр святого Карлуша
Національний театр святого Карлуша (порт. Teatro Nacional de São Carlos, [tiˈatɾu nɐsiuˈnaɫ dɨ sɐ̃w̃ ˈkaɾluʃ] Театру Насйонал де Сау Карлуш, TNSC) — оперний театр у столиці Португалії місті Лісабоні; провідна оперна сцена країни.

## Загальні дані та будинок опери
Національний театр святого Карлуша розташований в історичному центрі Лісабона Шйаду (Chiado) в спеціально зведеній будівлі за адресою:
вул. Серпа Пінту (Rua de Serpa Pinto), буд. 9, м. Лісабон—1200-442 (Португалія).

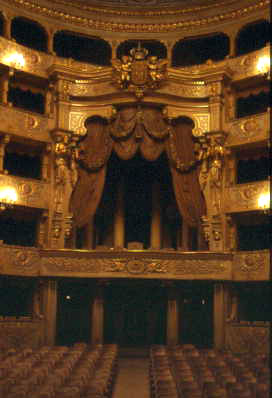
Інтер'єр театру

Архітектор розкішної неокласицистичної з елементами рококо будівлі театру — Жозе да Кошта е Сілва (José da Costa e Silva).
Головний фасад Лісабонської опери має декорований годинник, довершення фасаду у формі португальського герба, портик, оформлений аркадою.
Головна зала має еліптичну форму, 5 ярусів балконів з ложами, і розрахована на 1 148 місць. Люксосова королівська ложа була багато оздоблена майстром-талійцем Джованні Апп'яні (Giovanni Appianni). Стелю розписав Мануел да Кошта (Manuel da Costa), сцену — Сірило Волкмар Машаду (Cirilo Wolkmar Machado).
Чинний директор Лісабонської опери — Кристоф Дамманн (Christoph Dammann).

## З історії театру
Національний театр святого Карлуша був відкритий 30 липня 1793 року португальською королевою Марією I замість Опери Тежу (Tejo Opera), зруйнованої нищівним Лісабонським землетрусом 1755 року.
Театр був названий на честь Шарлотти Іспанської (ім'я Шарлотта відповідає португальському Карлотта, що є жіночою формою до Карлос/Карлуш), яка 1790 року прибула до Португалії, щоб узяти шлюб із королем Жуаном VI. Надпис латиною-присвята королеві зберігається дотепер.
Ще 1792 року низка впливових лісабонських підприємців-меценатів взялася за фінансування масштабного проекту зведення оперного театру. Будівлю було зведено у доволі стислі терміни — за півроку, очевидним прообразом для Лісабонської опери португальському архітектору Жозе да Кошті е Сілва правила міланська Ла Скала.
Прем'єрною постановкою на сцені театру святого Карлоса стала 1793 року La Ballerina Amante («Закохана балерина») Доменіко Чімарози.
Найвідоміший свого часу португальський композитор Маркос Португал (Marcos Portugal), повернувшись з Італії, 1800 року став музичним директором Лісабонської опери, на сцені якої було поставлено чимало його опер.
На початку XIX століття, коли португальська королівська родина була змушена тікати до Бразилії через те що до країни вторглися Наполеонівські війська, театр на зразок лісабонського святого Карлоса був збудований у бразильському Ріо-де-Жанейро.
У період громадянської війни в Португалії (так звані Мігелістські війни 1828—34 років) — протистояння Мігеля I та Педру IV, театр не працював.
У 1850 році всередині театру було запроваджене гасове освітлення. Фактично невдовзі потому Португальська держава викупила оперний будинок у приватних інвесторів. Електричне освітлення в театрі з'явилося 1887 року — по декількох невдалих спроб його запровадити.
У 1935—40 роки Національний театр святого Карлуша був закритий на ремонт.
У 1974 році нарешті Лісабонська опера отримала постійну трупу. А 1993 року театр став також штаб-квартирою для Португальського симфонічного оркестру (Orquestra Sinfónica Portuguesa).
Починаючи від 2007 року керівником Національного театру святого Карлуша є Кристоф Дамманн, від 2008 року головним диригентом Португальського симфонічного оркестру є Джулія Джонс (Julia Jones).

## Виноски
1. ↑  Контакти [Архівовано 2010-04-30 у Wayback Machine.] на Офіційна вебсторінка театру (порт.)
2. ↑  Європейська театральна архітектура — Arts and Theatre Institute.
3. ↑  Португальський симфонічний оркестр [Архівовано 5 лютого 2010 у Wayback Machine.] на Офіційна вебсторінка театру (порт.)